# Énergie en République dominicaine
Le secteur de l'Énergie en République dominicaine dépend essentiellement de combustibles fossiles importés.

## Pétrole et gaz naturel
Il n'y a aucune production de gaz ou de pétrole sur le territoire de la république dominicaine. Le pays a lancé en 2019 son premier appel d'offres pour l'exploration pétrolière.
La pétrole consommé par le pays, environ 130 000 barrils par jour, est donc entièrement importé. Il existe une raffinerie à l'ouest de la capitale, depuis 1973, mais sa capacité étant limitée, l'essentiel du pétrole est importé sous forme de carburants finis.
Un terminal d'importation de gaz naturel liquéfié a été inauguré en 2003, à proximité immédiate de l'Aéroport international Las Américas. Le gaz naturel liquéfié importé, plus d'un million de tonnes par an, représente environ 15 % de l'énergie primaire du pays. Il sert principalement à alimenter les deux centrales électriques adjacentes au terminal.

## Secteur électrique
Le pays est entièrement électrifié, toute sa population a accès à l'électricité. Sa production d'électricité était de 18 TWh en 2016. La production est à base de combustibles fossiles (77 %), d'hydroélectricité (16 %) et de renouvelable.
La plus importance centrale thermique est celle de Punta Catalina, à l'ouest de la capitale, une centrale au charbon moderne d'une capacité de 750 MW.

## Renouvelables
Le pays a un potentiel significatif, et encore sous-utilisé, en matière de biomasse, avec les résidus de culture, dont le plus important est la bagasse, sous-produit ligneux de la canne à sucre.